# Bethel (Nowy Jork)
Bethel – miasto w Stanach Zjednoczonych, w stanie Nowy Jork, w hrabstwie Sullivan.